# Rubia falciformis
Rubia falciformis är en måreväxtart som beskrevs av Hsien Shui Lo. Rubia falciformis ingår i släktet krappar, och familjen måreväxter. Inga underarter finns listade i Catalogue of Life.